# بلمرلا (كورنوال)
بلمرلا (بالإنجليزية: Polmorla)‏ هي قرية تقع في المملكة المتحدة في كورنوال.